# عين سلطان (تونس)
عِين سُلْطَان قرية تونسية تقع بولاية جندوبة، قرب الحدود التونسية الجزائرية، شمال غرب مدينة غار الدماء.

## التسمية
تشتهر القرية بعذوبة مياهها ويرجع البعض تسمية القرية إلى عين طبيعية عذبة جدا تسمَّى عين سلطان توجد بالقرب من مركز الغابات التابع لوزارة الفلاحة.

## المناخ
يمتاز الطقس في عين سلطان ببرودته الشديدة في فصل الشتاء وحرارته المعتدلة عموماً في فصل الصيف. تتجاوز معدلات تساقط الأمطار الألف ملِّي متر في السنة وتنزل الثلوج في بعض الأحيان في فصل الشتاء متجاوزة في سمكها في بعض الحالات نصف المتر.

## الترفيه
يوجد بعين سلطان مركز للتربصات والاصطياف يتبع وزارة الشباب والرياضة وتأتيه من فترة لأخرى أفواج من الشباب وخاصة تلك التابعة للكشافة التونسية لقضاء العطلة الصيفية والعديد من الرحلات المنظمة من كامل تراب الجمهورية وأيضا من الخارج خاصة في فصلي الشتاء والربيع. يعود تاريخ الاصطياف والتخييم في عين سلطان إلى الفترة الاستعمارية حيث كانت عين سلطان تعتبر مركزاً وطنياً للتخييم بالنسبة للفرنسيين. وتوجد إلى حد الآن آثار لمسبح وحمامات ومواقع للتخييم في القرية.

## الرياضة
يوجد في عين سلطان مشروع مركب وطني للتدريب لفائدة الفِرق الرياضية المختلفة شبيه بذلك الموجود بعين دراهم. وهذا المشروع يمثل نقلة نوعية في تاريخ القرية، وقد أعاد إليها شيئاً من الحيوية التي كانت موجودة سابقًا. وتجدر الإشارة إلى أنَّه يوجد بجهة الفدَّان جنوب غرب القرية مكان مغمور فيه معالم أثرية من الحجارة العظيمة منحوتة مستطيلة الشكل مرصوفة فوق بعضها تشكل جزءاً من بقايا جدار أو سور تتراوح أوزانها بين عشرات المئات من الكيلوغرامات إلى الطن الواحد والطنَّين أو أكثر. وهذه الآثار تمثل شواهد تاريخية لوجود حضارة كانت سائدة قد تكون رومانية على الأرجح أو ربَّما قرطاجية.

## مواضيع ذات علاقة
- ولاية جندوبة.
- الحديقة الوطنية بالفايجة